# Sperlinga (Chiaramonte Gulfi)
Sperlinga, (Spillinga in siciliano) 270 metri s.l.m., è una frazione del comune di Chiaramonte Gulfi, nel Libero consorzio comunale di Ragusa.
Sorge nella piana di Vittoria ai piedi dei monti Iblei lungo la SP.5 a 9 km da Chiaramonte Gulfi. Non distanti dalla borgata sorgono gli insediamenti di Roccazzo, Gerardo, Piano dell'Acqua, Quaglio e il sito archeologico dell'attivo centro kerameikòs ellenistico di Scornavacche.

## Economia
L'economia della frazione è basata sull'agricoltura di vigneti, sia ad alberello che a tendone, e alberi da frutto, soprattutto arance.

## Infrastrutture e trasporti
A poco più di un chilometro da Sperlinga passa la SS 514  che mette in comunicazione Ragusa e Catania mentre  seguendo la SP.5 in direzione sud per 6 km si arriva all'aeroporto di Comiso, mentre in direzione nord si arriva alla SP 38/II della citta' metropolitana di Catania che conduce a Licodia Eubea.